# Convallaria
Convallaria L., 1753 è un genere di piante angiosperme monocotiledoni della famiglia delle Asparagacee.

## Descrizione
Il genere comprende piante rizomatose alte 20–40 cm, originarie dell'Europa,  dell'Asia e del Nord America.
Tra le specie più conosciute citiamo Convallaria majalis nota col nome di mughetto. È pianta spontanea nei boschi delle Prealpi, mentre manca nell'Italia meridionale e insulare.

## Tassonomia
Il genere Convallaria comprende le seguenti specie:
- Convallaria keiskei Miq.
- Convallaria majalis L.
- Convallaria pseudomajalis W.Bartram